# 鄭朝輔
郑朝辅，字左卿，浙江鄞县人，明朝政治人物。

## 生平
嘉靖元年（1522年），郑朝辅登壬午科浙江鄉試舉人，嘉靖五年（1526年）中式丙戌科進士。次年，授長洲縣知縣，為人平易和缓。此後升任知州。十九年（1540年）左右官廣東南雄府知府。